# شامبوسولت (أورن)
شامبوسولت هي بلدية في أورن في شمال غرب فرنسا.